# Myospila setipennis
Myospila setipennis este o specie de muște din genul Myospila, familia Muscidae. A fost descrisă pentru prima dată de Malloch în anul 1930. Conform Catalogue of Life specia Myospila setipennis nu are subspecii cunoscute.